# Ūkio bankas

Das Logo der Bank

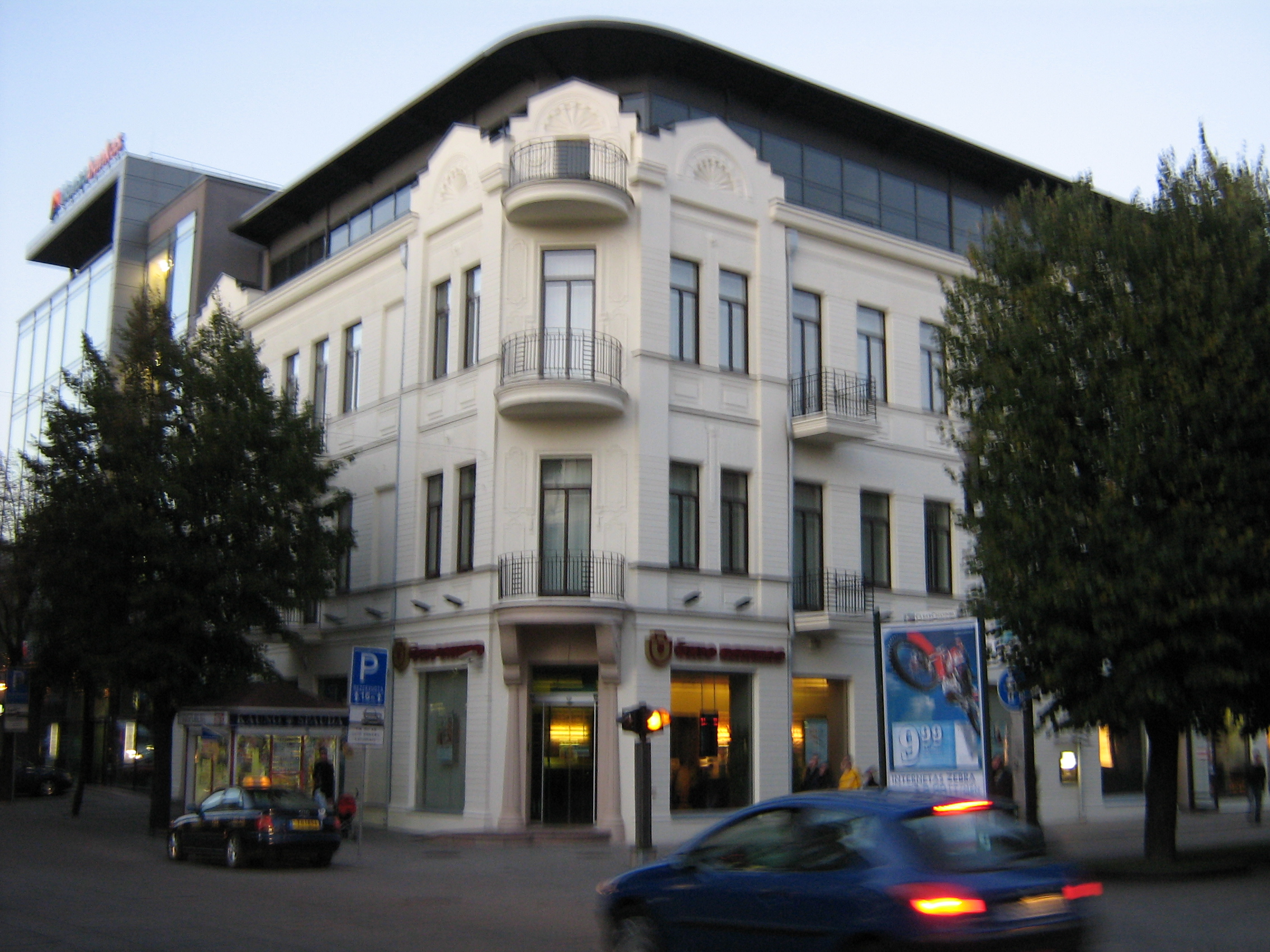

Die AB Ūkio bankas (deutsch Wirtschaftsbank) war ein litauisches Kreditinstitut. Sie war die älteste Privatbank Litauens, gehörte zu den „Top 5“ der litauischen Banken und war an der Börse Vilnius notiert, vom 4. Dezember 2006 bis 2013 außerdem im „OMX Baltic 10 Index“ der Nordischen Wertpapierbörse OMX gelistet, der die zehn größten Standardwerte im Baltikum enthält (anfängliche Gewichtung 6,05 Prozent). Der Sitz des Unternehmens war Kaunas, die Bank hatte 41 Zweigstellen. Der Insolvenzverwalter Adomas Audickas führte Einigungsgespräche mit der Šiaulių bankas, welche die Verpflichtungen übernahm. Die Schulden der Ūkio bankas waren  um 1,1 Milliarden Litas (etwa 319 Millionen Euro) höher als das Vermögen.

## Management
Aufsichtsratsvorsitzende war Liutauras Varanavičius. Vorstandsvorsitzende war Edita Karpavičienė, stellvertretender Vorstandsvorsitzender war Gintaras Ugianskis. Andere Vorstandsmitglieder waren Rolandas Balandis, Antanas Grigaliauskas (gleichzeitig Direktor von UAB „Ūkio banko lizingas“) und Arnas Žalys.

## Anteilseigner
- Ausländische Privatinvestoren: 51,4 %
- Heimische Investoren: 48,6 %

(Stand: 31. Dezember 2003)
Hauptaktionär war der litauische russischstämmige Unternehmer Wladimir Nikolajewitsch Romanow. Er hielt derzeit knapp ein Drittel der Anteile direkt. Er ist auch Vorstandsvorsitzender der Ūkio banko investicinė grupė (Investitionsgruppe von Ūkio bankas) (ŪBIG). Sein Sohn Roman Wladimirowitsch Romanow sitzt in einigen Vorständen oder Aufsichtsräten von Tochterunternehmen. (Quelle: Firmenhomepage, Stand: Januar 2007)
Zum 30. September 2006 hatte die Bank insgesamt 6227 Aktionäre.

## Kennzahlen
Zum 31. Dezember 2003 belief sich die Bilanzsumme auf 276,6 Millionen Euro und der Marktanteil auf 4,4 %, 2005 betrug die Bilanzsumme bereits rund 637 Millionen Euro.

## Struktur
Ūkio bankas hatte 5 Tochterunternehmen:
- UAB Ūkio banko investicijų valdymas: Investmentgesellschaft;
- UAB Ūkio banko lizingas: Stammkapital ist 1 Mio. LTL oder 300.000 Euro, alle Aktien (100.000 Stücke) hatte Ūkio bankas;
- UAB Turto valdymo strategija: Stammkapital ist 1 Mio. LTL, alle Aktien (100.000 Stücke) hatte Ūkio bankas;
- UAB Turto valdymo sistemos: Stammkapital ist 1 Mio. LTL, alle Aktien (100.000 Stücke) hatte Ūkio bankas;
- UAB Turto valdymo sprendimai: Stammkapital ist 1 Mio. LTL, alle Aktien (100.000 Stücke) hatte Ūkio bankas.

Die Bank hatte auch 19,99 % Aktien von der Versicherungsgesellschaft UAB Bonum Publicum (Stammkapital beträgt 8,01 Millionen LTL, Ūkio bankas hat 1 601 Aktienstücke) und 24,8 % Aktien vom litauischen Investmentkonzern Ūkio banko investicinė grupė (ŪBIG). Zur Ūkio bankas Gruppe gehörte auch die Balkan Investment Bank a.d. Banja Luka, an der die Ūkio bankas 49 %, die Ūkio banko investicinė grupė 51 % der Anteile hielt. (Stand: 30. Juni 2005)